# Егоров, Анатолий Иванович (футболист, 1934)
Анатолий Иванович Егоров (2 мая 1934, Москва, СССР) — советский футболист, нападающий; тренер. Мастер спорта СССР.

## Биография
В высшей лиге чемпионата СССР провёл семь матчей — четыре в составе ленинградского «Зенита» (1958—1961) и три — в составе ленинградского «Динамо» (1962).
Также выступал за клубы второй лиги «Днепровец» Днепродзержинск и «Тралфлотовец» / «Север» Мурманск.
В «Севере» после завершения карьеры игрока работал тренером и начальником команды.